# 모살스크

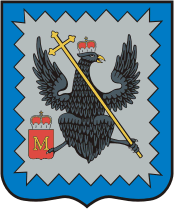
시 문장

모살스크(러시아어: Моса́льск)는 러시아 칼루가주 북부에 위치한 도시로, 인구는 4,380명(2002년 기준)이다. 칼루가(칼루가 주의 주도)에서 서쪽으로 60km 정도 떨어진 곳에 위치한다. 1231년 문헌에 처음 등장했으며 1776년 시로 승격되었다.